# Leeds United Association Football Club 2024-2025
Questa pagina raccoglie i dati riguardanti il Leeds United Football Club nelle competizioni ufficiali della stagione 2024-2025.

## Stagione
La stagione 2024-2025 è il 97º campionato professionistico per il club del West Yorkshire, la seconda stagione in Championship, il secondo livello del calcio inglese, dopo la retrocessione dalla Premier League 2022-2023. Questa stagione vede il Leeds impegnato, oltre che in campionato, anche in FA Cup ed in League Cup.

## Divise e sponsor
Lo sponsor tecnico del Leeds per la stagione 2024-2025 è l'azienda tedesca Adidas.
| Casa | Trasferta | Third |

## Rosa
Rosa e numerazione aggiornata al 21 aprile 2025.
| N. |                            | Ruolo | Calciatore       |
| -- | -------------------------- | ----- | ---------------- |
| 1  | Francia (bandiera)         | P     | Illan Meslier    |
| 2  | Inghilterra (bandiera)     | D     | Jayden Bogle     |
| 3  | Rep. Dominicana (bandiera) | D     | Junior Firpo     |
| 4  | Galles (bandiera)          | C     | Ethan Ampadu ()  |
| 5  | Paesi Bassi (bandiera)     | D     | Pascal Struijk   |
| 6  | Galles (bandiera)          | D     | Joe Rodon        |
| 7  | Galles (bandiera)          | A     | Daniel James     |
| 8  | Inghilterra (bandiera)     | C     | Joe Rothwell     |
| 9  | Inghilterra (bandiera)     | A     | Patrick Bamford  |
| 10 | Paesi Bassi (bandiera)     | A     | Joël Piroe       |
| 11 | Stati Uniti (bandiera)     | A     | Brenden Aaronson |
| 14 | Israele (bandiera)         | A     | Manor Solomon    |

| N. |                        | Ruolo | Calciatore        |
| -- | ---------------------- | ----- | ----------------- |
| 17 | Belgio (bandiera)      | A     | Largie Ramazani   |
| 19 | Spagna (bandiera)      | A     | Mateo Joseph      |
| 21 | Inghilterra (bandiera) | P     | Alex Cairns       |
| 22 | Giappone (bandiera)    | C     | Ao Tanaka         |
| 23 | Francia (bandiera)     | C     | Josuha Guilavogui |
| 25 | Inghilterra (bandiera) | D     | Sam Byram         |
| 26 | Galles (bandiera)      | P     | Karl Darlow       |
| 29 | Italia (bandiera)      | A     | Wilfried Gnonto   |
| 33 | Svizzera (bandiera)    | D     | Isaac Schmidt     |
| 39 | Austria (bandiera)     | D     | Maximilian Wöber  |
| 44 | Bulgaria (bandiera)    | C     | Ilija Gruev       |

## Risultati

### Championship

#### Girone di andata
| Arbitro: | Langford (West Midlands) |

|                                              |           |                                     |
| Struijk 10’ (rig.) Gnonto 46’ Aaronson 90+5’ | Marcatori | 23’ Sørensen 41’, 90+2’ (rig.) Lang |

| West Bromwich 17 agosto 2024, ore 12:30 WEST 2ª giornata | West Bromwich | 0 – 0 referto | Leeds Utd | The Hawthorns (25 329 spett.)\| Arbitro: \| Allison \| |
| Arbitro:                                                 | Allison       |               |           |                                                        |

| Arbitro: | Hooper |

|  |           |                        |
|  | Marcatori | 24’ Aaronson 48’ James |

| Arbitro: | Ward |

|                      |           |  |
| Joseph 63’ Piroe 81’ | Marcatori |  |

| Arbitro: | Bell |

|  |           |              |
|  | Marcatori | 18’ Koleosho |

| Arbitro: | J. Smith |

|  |           |                        |
|  | Marcatori | 30’ Ramazani 87’ Piroe |

| Arbitro: | Ward |

|                                |           |  |
| Gnonto 16’ Bogle 49’ Piroe 79’ | Marcatori |  |

| Arbitro: | Martin |

|             |           |              |
| Sargent 15’ | Marcatori | 60’ Ramazani |

| Sunderland 4 ottobre 2024, ore 20:00 WEST 9ª giornata                            | Sunderland | 2 – 2 referto       | Leeds Utd | Stadium of Light (41 769 spett.) |
| \| \| \| \| \| Rigg 9’ Firpo 90+7’ (aut.) \| Marcatori \| 22’ Piroe 56’ Firpo \| |            |                     |           |                                  |
|                                                                                  |            |                     |           |                                  |
| Rigg 9’ Firpo 90+7’ (aut.)                                                       | Marcatori  | 22’ Piroe 56’ Firpo |           |                                  |

| Arbitro: | L. Smith |

|                        |           |  |
| Struijk 69’ Joseph 90’ | Marcatori |  |

| Arbitro: | Backhouse |

|                         |           |          |
| Ramazani 4’ Aaronson 7’ | Marcatori | 47’ Baah |

| Bristol 26 ottobre 2024, ore 12:30 WEST 12ª giornata | Bristol City | 0 – 0 referto | Leeds Utd | Ashton Gate Stadium (25 283 spett.)\| Arbitro: \| Linington \| |
| Arbitro:                                             | Linington    |               |           |                                                                |

| Arbitro: | Webb |

|                                  |           |  |
| James 30’ Piroe 33’ Aaronson 38’ | Marcatori |  |

| Arbitro: | Doughty |

|              |           |  |
| Tanganga 40’ | Marcatori |  |

| Arbitro: | Donohue |

|                       |           |  |
| Bogle 19’ Piroe 90+5’ | Marcatori |  |

| Arbitro: | Whitestone |

|                                       |           |                                                  |
| Darling 8’ Cullen 45+3’ Bianchini 90’ | Marcatori | 20’, 73’ Solomon 55’ (aut.) Cabango 90+1’ Gnonto |

| Arbitro: | Allison |

|                                 |           |  |
| Byram 10’ Piroe 45+1’ James 81’ | Marcatori |  |

| Arbitro: | L. Smith |

|                     |           |  |
| Cantwell 22’ (rig.) | Marcatori |  |

| Arbitro: | Allison |

|                     |           |  |
| Rodon 39’ Wöber 44’ | Marcatori |  |

| Arbitro: | Allison |

|                                     |           |  |
| Gnonto 14’ James 74’ Aaronson 90+2’ | Marcatori |  |

| Arbitro: | Busby |

|           |           |                        |
| Potts 23’ | Marcatori | 90+3’ (aut.) Whatmough |

| Arbitro: | Bell |

|                                             |           |  |
| James 9’ Bogle 57’ Aaronson 67’ Solomon 73’ | Marcatori |  |

| Arbitro: | Martin |

|  |           |                |
|  | Marcatori | 42’, 63’ Piroe |

#### Girone di ritorno
| Arbitro: | A. Davies |

|  |           |              |
|  | Marcatori | 79’ Aaronson |

| Arbitro: | Langford |

|                    |           |           |
| Struijk 88’ (rig.) | Marcatori | 90’ Batth |

| Arbitro: | Backhouse |

|                                  |           |                                |
| A. Kamara 5’, 89’ João Pedro 81’ | Marcatori | 46’ Tanaka 62’ James 72’ Piroe |

| Arbitro: | D. Webb |

|                                      |           |  |
| Solomon 3’ Ramazani 88’ Tanaka 90+6’ | Marcatori |  |

| Arbitro: | Donohue |

|                      |           |  |
| Solomon 1’ James 65’ | Marcatori |  |

| Burnley 27 gennaio 2025, ore 20:00 WET 29ª giornata | Burnley  | 0 – 0 referto | Leeds Utd | Turf Moor (21 329 spett.)\| Arbitro: \| J. Smith \| |
| Arbitro:                                            | J. Smith |               |           |                                                     |

| Arbitro: | Salisbury |

|                                                                                 |           |  |
| Aaronson 6’ Solomon 13’ James 50’ Piroe 65’ (rig.), 90+5’ Gnonto 67’ Joseph 88’ | Marcatori |  |

| Arbitro: | Whitestone |

|  |           |                     |
|  | Marcatori | 17’ Piroe 26’ Bogle |

| Arbitro: | Langford |

|  |           |                                      |
|  | Marcatori | 20’, 28’ James 35’ Solomon 62’ Piroe |

| Arbitro: | Attwell |

|                    |           |            |
| Struijk 78’, 90+5’ | Marcatori | 32’ Isidor |

| Arbitro: | D. Webb |

|                    |           |                                |
| Meslier 14’ (aut.) | Marcatori | 72’ Firpo 89’ Tanaka 90’ Piroe |

| Arbitro: | Hallam |

|          |           |             |
| Firpo 9’ | Marcatori | 39’ Furlong |

| Arbitro: | R. Jones |

|            |           |  |
| Bishop 61’ | Marcatori |  |

| Arbitro: | Whitestone |

|                             |           |  |
| Cooper 3’ (aut.) Tanaka 85’ | Marcatori |  |

| Arbitro: | Robinson |

|                    |           |                          |
| Saitō 17’ Cook 30’ | Marcatori | 40’ (aut.) Fox 51’ Bogle |

| Arbitro: | Toner |

|                        |           |                            |
| Aaronson 1’ Gnonto 86’ | Marcatori | 64’ Darling 90+6’ Vipotnik |

| Arbitro: | Bramall |

|              |           |           |
| I. Jones 15’ | Marcatori | 28’ James |

| Arbitro: | Kitchen |

|  |           |          |
|  | Marcatori | 2’ James |

| Arbitro: | Busby |

|                      |           |                  |
| Solomon 4’ Bogle 13’ | Marcatori | 6’ Kesler-Hayden |

| Arbitro: | Whitestone |

|  |           |             |
|  | Marcatori | 33’ Solomon |

| Arbitro: | D. Bond |

|                                             |           |  |
| Piroe 6’, 8’, 20’ Firpo 26’, 41’ Gnonto 59’ | Marcatori |  |

| Arbitro: | Bell |

|                                           |           |  |
| Tanaka 21’ Gnonto 55’ Ramazani 82’, 90+4’ | Marcatori |  |

| Arbitro: | Simpson |

|                  |           |                          |
| Byram 18’ (aut.) | Marcatori | 53’ Gnonto 90+1’ Solomon |

### FA Cup
| Arbitro: | Bell (Cumbria) |

|              |           |  |
| Ramazani 59’ | Marcatori |  |

| Arbitro: | G. Ward |

|  |           |                |
|  | Marcatori | 30’, 55’ Azeez |

### EFL Cup

#### Turni eliminatori
| Arbitro: | Backhouse (Cumbria) |

|  |           |                                       |
|  | Marcatori | 50’ Dijksteel 60’ Burgzorg 67’ Coburn |

## Statistiche finali

### Statistiche di squadra
| Competizione | Punti | In casa | In casa | In casa | In casa | In casa | In casa | In trasferta | In trasferta | In trasferta | In trasferta | In trasferta | In trasferta | Totale | Totale | Totale | Totale | Totale | Totale | DR  |
| Competizione | Punti | G       | V       | N       | P       | Gf      | Gs      | G            | V            | N            | P            | Gf           | Gs           | G      | V      | N      | P      | Gf     | Gs     | DR  |
| ------------ | ----- | ------- | ------- | ------- | ------- | ------- | ------- | ------------ | ------------ | ------------ | ------------ | ------------ | ------------ | ------ | ------ | ------ | ------ | ------ | ------ | --- |
| Championship | 100   | 23      | 18      | 4       | 1       | 61      | 12      | 23           | 11           | 9            | 3            | 34           | 18           | 46     | 29     | 13     | 4      | 95     | 30     | +65 |
| FA Cup       | -     | 2       | 1       | 0       | 1       | 1       | 2       | 0            | 0            | 0            | 0            | 0            | 0            | 2      | 1      | 0      | 1      | 1      | 2      | -1  |
| League Cup   | -     | 1       | 0       | 0       | 1       | 0       | 3       | 0            | 0            | 0            | 0            | 0            | 0            | 1      | 0      | 0      | 1      | 0      | 3      | -3  |
| Totale       | -     | 26      | 19      | 4       | 3       | 62      | 17      | 23           | 11           | 9            | 3            | 34           | 18           | 49     | 30     | 13     | 6      | 96     | 35     | +61 |

### Andamento in campionato
| Giornata  | 1  | 2  | 3 | 4 | 5 | 6 | 7 | 8 | 9 | 10 | 11 | 12 | 13 | 14 | 15 | 16 | 17 | 18 | 19 | 20 | 21 | 22 | 23 | 24 | 25 | 26 | 27 | 28 | 29 | 30 | 31 | 32 | 33 | 34 | 35 | 36 | 37 | 38 | 39 | 40 | 41 | 42 | 43 | 44 | 45 | 46 |
| --------- | -- | -- | - | - | - | - | - | - | - | -- | -- | -- | -- | -- | -- | -- | -- | -- | -- | -- | -- | -- | -- | -- | -- | -- | -- | -- | -- | -- | -- | -- | -- | -- | -- | -- | -- | -- | -- | -- | -- | -- | -- | -- | -- | -- |
| Luogo     | C  | T  | T | C | C | T | C | T | T | C  | C  | T  | C  | T  | C  | T  | C  | T  | C  | C  | T  | C  | T  | T  | C  | T  | C  | C  | T  | C  | T  | T  | C  | T  | C  | T  | C  | T  | C  | T  | T  | C  | T  | C  | C  | T  |
| Risultato | N  | N  | V | V | P | V | V | N | N | V  | V  | N  | V  | P  | V  | V  | V  | P  | V  | V  | N  | V  | V  | V  | N  | N  | V  | V  | N  | V  | V  | V  | V  | V  | N  | P  | V  | N  | N  | N  | V  | V  | V  | V  | V  | V  |
| Posizione | 11 | 15 | 6 | 4 | 9 | 6 | 5 | 5 | 5 | 3  | 3  | 3  | 2  | 3  | 3  | 1  | 1  | 3  | 2  | 2  | 2  | 2  | 1  | 1  | 1  | 1  | 1  | 1  | 1  | 1  | 1  | 1  | 1  | 1  | 1  | 1  | 1  | 1  | 2  | 3  | 1  | 1  | 1  | 1  | 1  | 1  |

Legenda:

Luogo: C = Casa; T = Trasferta. Risultato: V = Vittoria; N = Pareggio; P = Sconfitta.

### Statistiche dei giocatori
| Giocatore | Football League Championship | Football League Championship | Football League Championship | Football League Championship | FA Cup   | FA Cup | FA Cup      | FA Cup     | EFL Cup  | EFL Cup | EFL Cup     | EFL Cup    | Totale   | Totale | Totale      | Totale     |
| Giocatore | Presenze                     | Reti                         | Ammonizioni                  | Espulsioni                   | Presenze | Reti   | Ammonizioni | Espulsioni | Presenze | Reti    | Ammonizioni | Espulsioni | Presenze | Reti   | Ammonizioni | Espulsioni |
| --------- | ---------------------------- | ---------------------------- | ---------------------------- | ---------------------------- | -------- | ------ | ----------- | ---------- | -------- | ------- | ----------- | ---------- | -------- | ------ | ----------- | ---------- |

1. ↑  I giocatori i cui nomi sono in corsivo, sono stati ceduti ad altri club durante la stagione.